# 加藤哲太郎
加藤 哲太郎（かとう てつたろう、1917年（大正6年）2月21日 - 1976年（昭和51年）7月29日）は、日本の元陸軍中尉・新潟の東京捕虜収容所第五分所長。英語塾経営者。東京に生まれる。父は作家・評論家の加藤一夫、母は加藤小雪。

## 経歴

### 生い立ちと陸軍生活
父の一夫は神田豊穂らと春秋社を興し、日本初の『トルストイ全集』を刊行して成功を収めた。また、アナキズムに傾倒していた。
1923年9月1日、関東大震災が起こると、9月5日に一夫は巣鴨警察に留置され、9月7日、東京退去を条件にようやく釈放された。このため加藤一家は兵庫県武庫郡精道村（現・芦屋市）への転居を余儀なくされた。
1928年、神奈川県横浜市に転居。
1940年、哲太郎は慶應義塾大学を卒業。卒業論文の「支那塩業論」は、翌1941年に『中華塩業事情』（住吉信吾との共著、出版は龍宿山房）の表題で公刊された。哲太郎は北支那開発株式会社に入社し、北京に渡った。
1941年8月、徴兵検査を受け甲種合格。12月、召集され、中国大陸に出征した。
のちに哲太郎が発表した『私はなぜ「貝になりたい」の遺書を書いたか』によると、哲太郎らは初年兵の実践的訓練を名目に、八路軍の嫌疑で捕まった中国人捕虜10人ばかりの処刑を命じられた。八路兵ではないからもう一度調べてくれと叫ぶ少年がいたので、哲太郎は思わず前に出て、命令を下した中尉にそのことを告げた。中尉は「きさま、血を見て逆上したな。いいか、これは憲兵隊で十分調べられて、八路とわかっているのだ。たとい一人や二人良民がまじっていたって、もう手遅れだ。この処刑は中隊長殿から命ぜられた。命令は天皇陛下の命令だ。お前は命令がどんなものであるか知っているだろう。たとい間違っていても、命令は命令だ。ことの如何を問わず命令を守らなければ、戦争はできん。わかったか。わかったらひっこめ」と発言し、哲太郎は引っ込めといわれたのを幸いに自らは手を下さなかったが、捕虜は結局処刑された。
同年、幹部候補生となって内地に帰還するも、再び北京に出征した。
1942年、内地に戻り、宇都宮に配属される。次いで英語に堪能である事を買われ、東京大森の俘虜収容所勤務に回された。
哲太郎は東京、日立と任地を変え、俘虜の労務管理の責任者となった。実績を買われ、1944年には新潟の東京捕虜収容所第五分所長に就任。俘虜の死亡率が高く、赤十字社から視察の申し入れがあったため、俘虜を無事に越冬させるよう見込まれたのである。
哲太郎は俘虜の待遇改善に取り組んだが、物資不足の状況では限界があった。時には陸軍刑法を犯してでもストーブの導入など、待遇を改善させたが、一方で暴力を振るった。俘虜の一人であったケネス・カンボンは、哲太郎を「確かに収容所の状況を改善してくれたが、（中略）意地悪い気質とサディスティックな性癖は、俘虜と衛兵の双方から忌み嫌われていた」と評している。また、待遇改善も、俘虜の会得する国際法（ジュネーヴ条約）によれば、それは全く不十分なものと受け止められた。そして1945年、二度の脱走を図った俘虜が銃剣で処刑される事件が起こった（極東国際軍事裁判（東京裁判）で争われた、事実関係の詳細は#異例の再審参照）。
日本が太平洋戦争に敗戦すると、哲太郎は俘虜虐待と殺害の容疑で戦犯（BC級戦犯）に問われる身となった。俘虜の一人に好意で逃亡を勧められ、姓名を変えて各地を転々とした。また、収容所の部下に対しては、罪は自分一人が引き受けるから、皆は助かれと言った。この間、戸塚福子と結婚した。
横浜で開かれたBC級戦犯法廷で、新潟での哲太郎の部下らも裁かれたが、一律5年の刑で済んだ。また、哲太郎の前後の収容所長は死刑を免れ、最高責任者の俘虜管理部長・田村浩中将は重労働8年で済んだ。これらは、哲太郎が逮捕されれば、全責任を取らされ死刑となることを意味していた。
1948年11月、東京・小平町の仮の住居で哲太郎は逮捕され、BC級戦犯としてスガモプリズンに拘禁された。

### 異例の再審
1948年12月23日、長女・祈子が誕生したが、同日、横浜の第八軍事法廷において絞首刑の判決を受けた。家族は父の知人であった片山哲や、トルストイの三女でアメリカ合衆国に亡命していたトルスタヤなどに依頼し、再審請求の嘆願を行い、また独自に判決を不当とする証拠や証言を集めた。YWCA・YMCAの長老などからも、哲太郎助命嘆願運動への支援が寄せられた。
1949年5月11日、哲太郎の妹である不二子はダグラス・マッカーサー元帥への直訴に及び、不二子はマッカーサーとの面会を許され、助命嘆願文を手渡した。その中で、哲太郎は東京裁判では自分が逃亡を図った俘虜に最初の一撃を与えたと陳述したが、この時間の哲太郎は病院で別の俘虜の盲腸炎手術に立ち会っており、アリバイがあることなどが主張されていた。5月16日、マッカーサー元帥により、異例の再審が認められた。その結果、加藤に好意的な米国人俘虜の証言が発見されたことも手伝い、6月24日、改めて終身刑の判決が下され、即日禁錮三十年に減刑された。より正確には、書類審査による再審は加藤の他にも少なくなかったが、マッカーサー直々に原判決を破棄したのは、これが唯一の例である。
ただし、A級戦犯の被疑で収監されていた笹川良一の日記によれば、獄中で同室した人物からの話として、昭和21年（1946年）3月9日付で「脱走二回の浮虜〔ママ〕を死刑する時加藤中尉所長より銃剣を突けと命ぜられたが断り、俘虜が突かれて倒れるのを起した。（中略）所長逃げたため人質の如きもので投獄されてゐる」と書き記している。これによれば、加藤はみずから手を下しはしなかったが、処刑は命じたことになる。

### 私は貝になりたい
1952年、サンフランシスコ平和条約が公布されて以降、巣鴨プリズンでは進駐軍の警戒がゆるむようになった（翌年正式に日本に返還され、東京拘置所と改称）。これに乗じて、哲太郎は岩波書店の「世界」に密かに投稿し、同誌10月号に「私達は再軍備の引換え切符ではない」が「一戦犯者」名義で掲載された。哲太郎は、吉田茂内閣が再軍備や憲法改正への不満をそらすため、戦犯釈放と抱き合わせにしようとしていると批判した。この内容に笹川良一らが怒り、筆者の犯人捜しを行った。しかし岩波書店は筆者を漏らさず、また服役中の戦犯に哲太郎の投稿への支持者も多かったため、やがて沙汰やみとなった。当時の戦犯は、再軍備派と護憲派に割れていた（内海愛子は後者を「平和グループ」と呼んでいる）。後者に属した飯田進の回想によると、笹川の「これはあなたたち戦犯者の釈放運動に水をさすものだ」という意見が伝えられると、「中身がわからなくちゃ、その善悪の決めようが無いじゃないか」と意見する者がいたため、巣鴨プリズン全棟で「私達は再軍備の引換え切符ではない」が読み上げられ、内容の可否を問うことになった。その結果、「多少えげつない表現はあるが、論理的には筋が通っている。あながち間違ったことを書いてはいない。笹川も案外ケツの穴が小さいな」ということで一件落着したという。
1953年2月、『あれから七年――学徒戦犯の獄中からの手紙』（飯塚浩二編、光文社）に「志村郁夫」「戸塚良夫」名義で寄稿した。当時、哲太郎は服役中であり、寄稿者はいずれもペンネームだった。志村郁夫名義で書いた『狂える戦犯死刑囚』では、後に放映されるドラマ『私は貝になりたい』の原作となる遺書が書かれていた。これは、自分の経験や、また一時収容されていた精神病院（精神病と診断されれば、死刑は執行されなかった）に一緒に入院していた人物の言動を元に、赤木曹長という架空の人物に仮託したものである。赤木は俘虜虐待の罪で処刑されたという設定であり、これは哲太郎がそうなり得た存在だった。
1958年4月、残りの刑を免除され哲太郎は出所。同年10月31日、12月21日の二度にわたり、ラジオ東京テレビ（現・TBSテレビ）にてドラマ『私は貝になりたい』が放映された。この作品中で主人公が書いた遺書の内容が（一部変えられていたものの）『狂える戦犯死刑囚』のものと酷似していたが、哲太郎の元には何の連絡もなかった。哲太郎は同ドラマの脚本を執筆した橋本忍に、自分の原作権を認め、今後の再放送や映画化に際しては、光文社刊『あれから七年』を原作としてクレジットに入れるよう要求した。しかし橋本は「週刊朝日」に引用された件の遺書を利用したもので、ニュースを材料として自分が創作したものだとこれを拒否。さらに「このまゝ沈黙して呉れるなら十万円を出します。それは私のポケットマネーであって原作料ではない」と発言した。哲太郎は、橋本のこの言動を、自分を強請たかりの類いと侮辱したものと感じた。
1959年1月23日、志村郁夫は自分であると名乗り出て、社団法人日本著作権協議会仲裁委員会を通じ、橋本とラジオ東京テレビは著作権法違反であると申立て、さらに版権を主張した。ただ、「週刊朝日」については、実際の遺書と勘違いしていたと落ち度を認めたため、それ以上の追及はしなかった。その結果、まず東宝との間に、以下のタイトルを入れることで映画化の契約を結んだ。

原作
 物語、構成 橋本忍
 題名、遺書 加藤哲太郎

一方、橋本とラジオ東京テレビは最初はこの条件を受け入れなかったが、東宝が哲太郎と契約を結んだことで、橋本は著作権協議会に同じ条件の仲裁を受諾するという受諾書を提出した。また、この頃哲太郎は結核を患っており、心身の疲労もあって仲裁斡旋の取り下げも考え始めていた。ところが、12月26日にラジオ東京テレビはクレジットの修正をせずまたも再放送を行ったので、ついに哲太郎は橋本とラジオ東京テレビへの刑事告訴状を東京地検に提出したが、地検は取り上げなかった。
1960年11月、東京放送（ラジオ東京テレビより改称）と和解し、東宝との契約に準じた申し合わせを行った。このため現在では上記のようにクレジットされるようになっている。この他、山口水青・竹谷しげる著『壁厚き部屋』（理論社、復刻版は鷺草発行所）、巣鴨遺書編纂会編『世紀の遺書』（巣鴨遺書編纂会刊行事務所、復刻版は講談社）からの剽窃もあったと哲太郎は主張した。しかし、剽窃があったとされる記事の筆者で名乗り出たものはなく（特に、『世紀の遺書』は文字通り処刑された戦犯の遺書であるため）、そのため契約には影響していない。
『私は貝になりたい』はその後ドラマ（1994年）と映画（2008年）で哲太郎没後に一度ずつリメイクされている。1994年のドラマリメイク版でもクレジットは踏襲され、2008年の映画リメイク版では、「遺書・原作・題名 加藤哲太郎」となり、出典となった『狂える戦犯死刑囚』も初めて明記された。

### 晩年とその後
1965年ころより英語塾を経営。
1976年7月29日、食道癌のため死去した。
1995年8月20日には、日本テレビ系列『知ってるつもり?!』において、加藤が取り上げられ、その生涯が紹介された。
2007年8月24日には、日本テレビ系列で加藤の伝記ドラマ『終戦記念特別ドラマ・真実の手記 BC級戦犯 加藤哲太郎「私は貝になりたい」』が放映され、中村獅童が加藤を演じた。事実を基にしたドラマであるが、逃亡中の描写など幾つかのフィクションが織り込まれた内容となっている。

## 著書
- 私は貝になりたい あるBC級戦犯の叫び（1994年10月、春秋社）